# Zjaneta Ilieva
Zjaneta Ilieva (bulgariska: Жанета Тошева Илиева), född den 3 oktober 1984 i Veliko Tarnovo, Bulgarien, är en bulgarisk före detta gymnast.
Hon tog OS-brons i rytmisk gymnastik för trupper i samband med de olympiska gymnastiktävlingarna 2004 i Aten.